# 타사카 히데키
타사카 히데키(일본어: 田坂秀樹)는 1975년 3월 15일 태어난 일본의 남성 성우로, 시즈오카현 출신이다. 시그마 세븐 소속이며, 이전에는 소속은 9프로덕션이였다.

## 출연 작품

### TV 애니메이션
2000년
- 반드레드(드에로 맥파일)

2001년
- 반드레드 2(드에로 맥파일)

2002년
- 초중신 그라비온(오오토리)

2003년
- 나루타루(스도 나오즈미)

2005년
- 솔티 레이(라리)
- 페토페토씨(세키야 겐에몬 사다토우)

2006년
- 전설의 총사 빨간 망토(페르난드)
- 러브겟CHU ~미라클 성우백서~(미나베 츠요시)

2007년
- 바람의 스티그마(이스루기 다이키)
- 스케치북 ~full color's~(스교 우죠)
- 스컬맨 THE SKULL MAN(신교지 테츠로)

2008년
- 벚꽃 사중주(시노즈카 에이지)
- 페르소나 -트리니티 소울-(사카키바 타쿠로)

2009년
- 성검의 블랙스미스(레지날드 드라몬드)

### OVA
2008년
- 요츠노하(유우기 마코토)

2009년
- 전파적 그녀(카쿠라 키요시)